# Puyango (canton)
Puyango est un canton d'Équateur situé dans la province de Loja.